# Winchester '73
Winchester '73 è un film del 1950 diretto da Anthony Mann.

## Trama
Lin McAdam, in compagnia del fedele Sputalosso, è alla ricerca di un uomo. Lo trova a Dodge City con assunto il soprannome di "Dakota" Brown, dove si sta per disputare una gara di tiro al bersaglio, in cui viene messo in palio un Winchester ultimo modello (appunto 1873). Lin McAdam vince la gara battendo Dakota, ma questi non si arrende e poco dopo ruba il prezioso fucile.
Dakota e i suoi due compagni si fermano a ristorarsi in un piccolo bar. Lì incontrano un mercante d'armi, il quale vince il fucile Winchester a Dakota durante una partita a carte. Tuttavia, il fucile gli viene sottratto e lui ucciso da degli indiani capitanati da Piccolo Toro. Lin e Sputalosso si ricongiungono con Lola, cantante di saloon incontrata a Dodge City, e il suo fidanzato Steve. Loro si uniscono ad un piccolo plotone di soldati, aiutandoli contro la tribù di Toro Bruno. Dopo che lui e i suoi indiani vengono tutti uccisi, il comandante del reggimento trova il fucile Winchester e, non potendo consegnarlo in ringraziamento a Lin che si è già allontanato, lo dona a Steve. Questi, una volta ripartito insieme a Lola, si congiunge con il suo amico Johnny "il biondino". Questi, dopo aver notato il fucile, uccide Steve e se ne appropria. Johnny, dopo aver perso la sua banda in uno scontro con uno sceriffo e i suoi uomini, si allontana insieme a Lola, per poi incontrarsi con Dakota Brown. Questi si rimpossessa del fucile, che reclama come suo, e inizia a pianificare un colpo alla banca di Tascosa. Durante la sua messa in atto, interviene Lin, che uccide Johnny, mentre Dakota fugge. Sputalosso frattanto soccorre Lola, che è rimasta ferita durante lo scontro per proteggere dei bambini, e le rivela la verità su Lin e Dakota: quest'ultimo è suo fratello Matthew, il quale ha ucciso il loro padre sparandogli alle spalle dopo che questi si era rifiutato di nasconderlo a seguito di un colpo ad una banca e ad una corriera. Dopo uno scontro a fuoco su una montagna, Lin uccide il fratello, vendicando la morte del padre e riprendendosi il fucile. Alla fine Lin torna a Tascosa e Lola lo accoglie abbracciandolo.

## Produzione
Winchester '73, girato a Tucson (Arizona), è il primo dei cinque western (Winchester '73, Là dove scende il fiume, Lo sperone nudo, Terra lontana e L'uomo di Laramie) diretti da Mann con Stewart protagonista. Fino a quel momento, James Stewart era apparso solo in film-commedia ed era ritenuto inadatto dai produttori al genere western. Tra i ruoli minori, si possono riconoscere Tony Curtis (nei titoli come Anthony Curtis) nei panni di un giovane cavalleggero, e Rock Hudson nel ruolo del capo indiano Toro Bruno che viene in possesso del fucile.
Borden Chase ottenne per questo film una candidatura all'Oscar per la migliore sceneggiatura; era considerato uno dei migliori studiosi dell'epopea della frontiera ed è autore anche de Il fiume rosso di Howard Hawks. Per questo film, Chase si ispirò alla storia vera della carabina che dà il titolo al film. Del film esiste una seconda versione, un remake realizzato come film per la televisione nel 1967.

### Il fucile
Prodotto in circa 700.000 esemplari, poteva sparare 17 cartucce in pochi secondi, aveva una canna tonda oppure ottagonale, lunga 30 pollici (76,2 cm), un mirino fisso e un peso di circa 3,5 kg. Nel 1875 era stato approntato il modello dalla canna di precisione, l'one of one thousand ("uno su mille", come viene definito anche nel film). Questo modello venne appunto messo in palio a Dodge City l'anno successivo, dove in una gara di tiro se lo aggiudicò un veterano. L'arma gli venne rubata e passò effettivamente di mano in mano, finché il proprietario riuscì a recuperarlo nel 1884 sottraendolo a una banda di balordi che avevano rapinato una banca di Caldwell, nel Texas.

## Critica
(Leo Pestelli, Stampa Sera del 25 novembre 1950)